# La rinascita
La rinascita (Ai no yokan) è un film del 2007 diretto da Masahiro Kobayashi.

## Riconoscimenti
- 2007 - Locarno Festival
  - Pardo d'Oro